# Bene AG
 (février 2023).
Si vous disposez d'ouvrages ou d'articles de référence ou si vous connaissez des sites web de qualité traitant du thème abordé ici, merci de compléter l'article en donnant les références utiles à sa vérifiabilité et en les liant à la section « Notes et références ».
Bene AG est un groupe européen d'entreprises qui participe à la création de tendances dans le monde du bureau et lui donne son empreinte à travers ses concepts, ses produits et ses prestations. 
Bene associe la conception et la production ainsi que la prestation de conseils et la vente sous une seule et même enseigne. Grâce à son réseau de points de vente à l’échelle européenne – le « Bene Sales Net » –, l’entreprise offre à ses clients un accès régional à toutes les prestations Bene. Bene dispose d’un réseau de 74 points de vente dans 29 pays et accompagne ainsi ses clients internationaux par delà les frontières.
La succursale indépendante Bene Consulting offre des conseils aux maîtres d’ouvrage en toute indépendance vis-à-vis des produits ainsi que la gestion de projets permettant de réaliser des immeubles d’affaires effectifs sur les trois sites Waidhofen an der Ybbs, Vienne et Francfort-sur-le-Main (Allemagne).
Bene Solutions développe, crée et produit des concepts novateurs et des produits de haute qualité pour les espaces de bureau. Cette dualité du concept et des produits place l’espace au cœur d’une entité indivisible.

## Historique
L’entreprise fondée en 1790 s’est convertie en 1951 à la fabrication industrielle de meubles de bureau. Bene est le leader incontesté en Autriche depuis le début des années 1970 et détient aujourd’hui 25 % de parts de marché.
Depuis les années 1980, Bene poursuit une stratégie d’expansion internationale : l’ouverture des agences de Londres et Moscou en 1988 a été la première étape de l’internationalisation fructueuse du Sales Net. En 1989, l’entreprise a quitté l’ancien site de production Zell à Waidhofen an der Ybbs pour venir s’installer dans l’actuel bureau central (architecte : Laurids Ortner).
Dans les années 1995 – 1998, Bene s’est concentré sur l’extension du Sales Net vers l’Europe de l’Est et a fondé des filiales en Slovénie, en Tchéquie, en Slovaquie, en Hongrie, en Roumanie et en Pologne. En 1998, le groupe Bene est entré sur le marché allemand et a intégré le groupe commercial allemand Objektform. L’implantation du Sales Net en Europe de l’Ouest a eu lieu entre 2000 et 2003, Bene a alors ouvert des filiales au Benelux et en France.
En même temps, la taille de l’usine de Waidhofen est passée de 9 000 m2 à 40 000 m2, puis le développement de l’usine lui a permis de devenir l’un des sites de production les plus modernes d’Europe. Le volume total d’investissement s’est monté approximativement à 22 millions d’euros.
En 2003, Bene a fondé la coentreprise Bene Nowy Styl S.A. en Pologne. Après l’ouverture d’une filiale à Dubaï, l’entreprise est maintenant représentée également au Moyen-Orient. L’année 2004 aussi a été entièrement placée sous le signe de la stratégie d’expansion : la coopération avec le fabricant japonais de meubles de bureau KOKUYO CO., LTD, a permis de poser le pied sur le continent asiatique ; de plus, la Croatie et la Serbie ont été intégrés dans le Sales Net.
Pendant l’exercice 2005/2006, le groupe Bene et ses équipes comptant environ 1 200 collaborateurs ont réalisé un chiffre d’affaires de 198,6 millions d’euros.

## Les chiffres
| CA du groupe 2006/07:           | 198,6 millions d'euros        |
| EBITDA 2006/07:                 | 18,7 millions d'euros         |
| Part de l'export:               | 66 %                          |
| Nombre d'employés (08.01.2008): | 1.546                         |
| Points de vente:                | 76 dans 30 pays Implantations |